# Peter Quasdanovich
Peter Vitus von Quasdanovich, né le 12 juin 1738 à Žumberak et mort le 13 août 1802 à Vienne, est un général autrichien. Feld-maréchal lieutenant et commandeur de l'ordre militaire de Marie-Thérèse, il joue un rôle important dans plusieurs batailles contre l'armée française d'Italie. Battu par Napoléon Bonaparte à la bataille de Lonato, il se montre inefficace à Rivoli.

## Les premières années
Peter Vid Gvozdanovic naît en 1738 à Žumberak, en Croatie. En 1752, il rejoint le Varaždin Grenz Hussar Regiment no 41, et combat pendant la guerre de Sept Ans. Il se distingue dans la guerre de Succession de Bavière de 1778 à 1779. Il est promu au grade de colonel du régiment de hussards de Slavonie et décoré de la croix de chevalier de l'ordre militaire de Marie-Thérèse. Il participe à la guerre austro-turque (1787-1791), à l'issue de laquelle il devient général-major et obtient le commandement de Gradisca.

## Les guerres avec la France
Pendant la guerre de la Première Coalition, Quasdanovich commande une brigade, puis une division. Au cours de la bataille de Fleurus, il mène la deuxième colonne. Le 24 septembre 1795, alors qu'il dirige une division, il remporte une victoire sur les troupes françaises du général Dufour à la bataille de Handschuhsheim (aujourd'hui un quartier de Heidelberg). En juillet 1796, il est transféré en Italie, où il commande un des corps de l'armée autrichienne avec Dagobert Sigmund von Wurmser et Josef Alvinczy, avec pour objectif de délivrer la ville de Mantoue assiégée par les Français. Quasdanovich perd la bataille de Lonato après une première série de manœuvres entre le 29 juillet et le 4 août 1796. Au cours de la deuxième offensive, il participe à la bataille de Bassano, le 8 septembre, et évite d'être pris au piège dans Mantoue avec Wurmser. Au cours de la troisième tentative de libération de Mantoue, il dirige le corps de Frioul pendant la deuxième bataille de Bassano ainsi qu'à la bataille d'Arcole. À Rivoli, sa division s'empare du plateau, avant d'être repoussée avec de lourdes pertes par l'attaque conjuguée de la cavalerie française de Lasalle et de l'infanterie du général Joubert. Il quitte l'armée en 1797 et meurt à Vienne le 13 août 1802.